# Варшалович, Александр Александрович
Алекса́ндр Алекса́ндрович Варшало́вич (1904 — 1975) — выдающийся карантинный энтомолог, педагог, являлся одним из организаторов карантинной службы в Советском Союзе.

## Биография
В 1930 году окончил Институт прикладной зоологии и фитопатологии (ИЗИФ) в Ленинграде, а с 1933 года работал в лаборатории Госинспекции по карантину растений МСХ СССР по Ленинградской области. Им разработаны новые методы экспертизы импортных посевных и посадочных материалов, сконструирован рентгеноаппарат для рентгеноэкспертизы семян на наличие скрытой заражённости вредителями. А. А. Варшалович изучал карантинных вредителей запасов и был одним из немногих в СССР специалистов по хетотаксии гусениц.
Результаты его работы изложены более чем в 40 печатных публикациях, многие из которых являются настольными книгами энтомологов — специалистов карантинной службы и поныне. Это такие работы, как:
- «Руководство по карантинной энтомологической экспертизе семян методом рентгенографии» (1958),
- «Капровый жук: опаснейший вредитель пищевых запасов» (1963),
- «Гусеницы, встречающиеся при карантинной экспертизе свежих фруктов (определитель)» (1966),
- «Карантинные и другие виды жуков-вредителей промышленного сырья и продовольственных запасов» (1975),
- «Руководство по досмотру и экспертизе растительных и других подкарантинных материалов» (1972).

Кроме производственной и научной работы А. А. Варшалович вёл педагогическую работу — 15 лет он преподавал на факультете повышения квалификации Ленинградского сельскохозяйственного института.
Сын А. А. Варшаловича — Д. А. Варшалович (1934—2020) — физик-теоретик, академик РАН.

## Награды и премии
За работу и производственные успехи он награждён медалями: «За доблестный труд в Великой Отечественной войне 1941—1945 гг.», «В память 250-летия Ленинграда» и «За доблестный труд в ознаменование 100-летия дня рождения В. И. Ленина». Руководством МСХ СССР Александр Александрович дважды награждён знаком «Отличник сельского хозяйства СССР», трижды утверждался участником ВДНХ (1940, 1967 и 1973 гг.) и в 1973 году награждён золотой медалью ВДНХ и грамотой МСХ СССР.

## Основные печатные труды
- Варшалович А. А. Колорадский жук — бич картофелеводства / Ленингр. обл. земельный отд. и Ленингр. гос. инспекция по семенному контролю и карантину с.-х. растений. — Л.: Лениздат, 1946. — 6 с.
- Варшалович А. А. Колорадский жук — опаснейший вредитель картофеля / Под ред. и с введ. А. А. Варшаловича и М. Г. Шамонина ; М-во сел. хоз-ва РСФСР, Гл. упр. защиты растений с Гос. карантинной инспекцией, Центр. лаб. по карантину растений. — Л.: Лениздат (Тип. им. Володарского), 1947. — 12, [2] с.
- Варшалович А. А. Колорадский жук : Практ. пособие обследователям посевов картофеля и наблюдателям за картофельными полями. — Л.: Лениздат (Тип. им. Володарского), 1949. — 48, [2] с.
- Варшалович А. А. Охрана картофеля от колорадского жука. — М.; Л.: Сельхозгиз, 1952. — 68 с.
- Варшалович А. А. Руководство по карантинной энтомологической экспертизе семян методом рентгенографии / Глав. гос. инспекция по карантину и защите растений М-ва сельского хозяйства СССР. Центр. лаборатория по карантину с.-х. растений. Ленингр. лаборатория Гос. инспекции по карантину с.-х. растений. — М.: Изд-во М-ва сел. хоз-ва СССР, 1958. — 94 с.
- Варшалович А. А. Руководство по люминесцентному анализу растительных материалов при фитопатологической карантинной экспертизе / М-во сел. хозяйства СССР. Гос. инспекция по карантину и защите растений. Центр. лаборатория по карантину растений. — М.: Сельхозиздат, 1961. — 56, [8] с.
- Варшалович А. А. Определение по гениталиям главнейших видов бабочек огнёвок (Pyralidae, Phycitinae) вредителей хранящейся растительной продукции // Экспресс-информация. — М., 1961. — № 13. — С. 1-11.
- Варшалович А. А. Капровый жук — опаснейший вредитель пищевых запасов / М-во сел. хозяйства СССР. Центр. лаборатория по карантину растений. — М.: Сельхозиздат, 1963. — 52 с.
- Варшалович А. А. Отличия амбарных долгоносиков — рисового (Sitophilus oryzae L.) и кукурузного (Sitophilus zea-mays Motsch.) по гениталиям // Экспресс-информация. — М.: Колос, 1964. — № 4. — С. 1-3.
- Варшалович А. А. Защита картофеля от колорадского жука / Гос. инспекция по карантину растений М-ва сел. хозяйства СССР по Ленингр. обл.. — Л.: Лениздат, 1965. — 44 с.
- Варшалович А. А. Гусеницы, встречающиеся при карантинной экспертизе свежих фруктов / Сборник по карантину растений. М., 1966. Вып. 18.
- Варшалович А. А. Краткие определительные таблицы жуков-вредителей запасов : (Для работников карантина растений) / М-во сел. хоз-ва СССР. Глав. упр. защиты растений с карантинной инспекцией. Центр. лаборатория по карантину растений. — М.: [б. и.], 1968. — 62 с.
- Варшалович А. А. Руководство по досмотру и экспертизе растительных и других подкарантинных материалов / Под ред. и с введ. А. А. Варшаловича и М. Г. Шамонина ; М-во сел. хоз-ва РСФСР, Гл. упр. защиты растений с Гос. карантинной инспекцией, Центр. лаб. по карантину растений. — М.: Колос, 1972. — 440 с.
- Варшалович А. А. Карантинные и другие виды жуков-вредителей промышленного сырья и продовольственных запасов // Карантинные и другие опасные вредители и болезни растений: Сборник науч. трудов / ЦНИЛК. — М.: Колос, 1975. — Вып. 2. — С. 3-245.